# オートファジーデータベース
オートファジーデータベース (Autophagy Database)は、文部科学省 ターゲットタンパク研究プログラム(TPRP)により提供されているオートファジー関連タンパク質のデータベースである。

## 概要
オートファジーに関連する遺伝子、タンパク質の情報およびホモログ情報を提供している。オートファジーに関わる遺伝子、タンパク質を網羅的に収集し、真核生物種におけるオルソログ、ホモログを同定し、機能、配列、立体構造情報を加えて公開している。
データベースでは、キーワード検索やBLASTによるアミノ酸配列に対する相同性検索を行うことが可能である。また、特定のタンパク質、遺伝子が他の種のどのタンパク質、遺伝子に対応するのかを簡単に調べることができる。立体構造の決定したオートファジータンパク質のリストや、DICHOTによるタンパク質の立体構造、天然変性領域予想も得られる。また、独自解析の結果や、オートファジー関連の最新論文を表示し、利用者が評価する機能も提供している。
2017年1月時点において52021タンパク質を収録している。